# 蘿琪歐·康巴
蘿琪歐·康巴（1987年7月14日—）是一名阿根廷田徑運動員，曾代表國家參加2012年倫敦奧運的女子鐵餅比賽，並未獲得獎牌。她也曾參加2007年泛美運動會、2011年泛美運動會和2015年泛美運動會。